# Memorial Àlex Seglers
El Memorial Àlex Seglers reconeix el treball per a la cohesió social a partir del pacte dels valors per la convivència, fomenta el diàleg en la diversitat de creences i conviccions, defensa els drets humans, en especial el de les persones més vulnerables, i els principis democràtics i el compromís social vers la millora de la societat. Aquests valors formen part del Pacte pels valors que, de manera participada amb entitats, col·lectius i ciutadans de Sabadell, al llarg de l'any 2011, es van consensuar que fossin els següents: respecte, justícia i equitat, llibertat, esforç, confiança, amor, hospitalitat, austeritat, responsabilitat i optimisme.
Àlex Seglers (Manresa, 1970 – Sabadell, 2010) va ser un expert en el fet religiós. Doctor en dret i professor de dret eclesiàstic de l'Estat. Defensor de la pluralitat i la convivència religiosa, del 2000 al 2003 va ser assessor jurídic de la, llavors, Secretaria d'Afers Religiosos de la Generalitat de Catalunya.